# Coupe de Tunisie de football 1973-1974
Navigation
Coupe de Tunisie 1972-1973 Coupe de Tunisie 1974-1975
La Coupe de Tunisie de football 1973-1974 est la 19e édition de la coupe de Tunisie depuis 1956, et la 44e au total. Elle est organisée par la Fédération tunisienne de football (FTF).
Le Club africain parvient en finale pour la septième fois en huit ans. Mais, face à l'Étoile sportive du Sahel transcendée par Abdelmajid Chetali, il n'arrive pas à conserver son trophée. Des jeunes d'à peine vingt ans comme Hamed Kamoun et Samir Bakaou, déjà vainqueurs la saison précédente de la coupe de Tunisie en catégorie juniors, ont joué un rôle important dans la victoire. À noter aussi le parcours de l'Étoile sportive de Métlaoui et du Radès Transport Club où Mrad Mahjoub fait ses premiers pas d'entraîneur.

## Résultats

### Seizièmes de finale
Trente équipes participent à ce tour, les 17 qualifiés du tour précédent et treize clubs de la division nationale.
| Équipe 1                           | Équipe 2                           | Score 90'                                        | Score 120' | Tirs au but |
| ---------------------------------- | ---------------------------------- | ------------------------------------------------ | ---------- | ----------- |
| Espérance sportive de Tunis        | Avenir sportif de La Marsa         | 2 - 0                                            |            |             |
| Sfax railway sport                 | Étoile olympique La Goulette Kram  | 2 - 1                                            |            |             |
| Sporting Club de Ben Arous         | Étoile sportive aounienne          | 1 - 0                                            |            |             |
| El Makarem de Mahdia               | Club athlétique bizertin           | 2 - 0                                            |            |             |
| Étoile sportive de Métlaoui        | Océano Club de Kerkennah           | 5 - 0                                            |            |             |
| Radès Transport Club               | Association sportive de Djerba     | 6 - 0                                            |            |             |
| Club sportif sfaxien               | Espoir sportif de Hammam Sousse    | 1 - 0                                            |            |             |
| Club africain                      | -                                  | Qualifié d'office en tant que détenteur du titre |            |             |
| Étoile sportive du Sahel           | Stade tunisien                     | 0 - 0                                            | 0 - 0      | 4 - 0       |
| Grombalia Sports                   | Association Mégrine Sport          | 1 - 0                                            |            |             |
| Stade africain de Menzel Bourguiba | Olympique du Kef                   | 2 - 2                                            | 3 - 3      | 4 - 1       |
| Stade sportif sfaxien              | Olympique de Béja                  | 3 - 0                                            |            |             |
| Union sportive maghrébine          | El Gawafel sportives de Gafsa-Ksar | 3 - 1                                            |            |             |
| Jeunesse sportive kairouanaise     | Association sportive de l'Ariana   | 2 - 1                                            |            |             |
| Club sportif de Hammam Lif         | Club sportif des cheminots         | 1 - 1                                            | 1 - 1      | 4 - 2       |
| Club olympique des transports      | El Ahly Mateur                     | 4 - 1                                            |            |             |

### Huitièmes de finale
| Équipe 1                      | Équipe 2                           | Score 90' |
| ----------------------------- | ---------------------------------- | --------- |
| Club sportif sfaxien          | Jeunesse sportive kairouanaise     | 1 - 0     |
| Club africain                 | Sfax railway sport                 | 2 - 1     |
| Étoile sportive de Métlaoui   | Grombalia Sports                   | 2 - 1     |
| Club olympique des transports | Union sportive maghrébine          | 2 - 1     |
| Stade sportif sfaxien         | Club sportif de Hammam Lif         | 1 - 1     |
| Radès Transport Club          | Stade africain de Menzel Bourguiba | 5 - 0     |
| El Makarem de Mahdia          | Étoile sportive du Sahel           | 3 - 3     |
| Espérance sportive de Tunis   | Sporting Club de Ben Arous         | 2 - 1     |

| Équipe 1                   | Équipe 2              | Score 90' |
| -------------------------- | --------------------- | --------- |
| Club sportif de Hammam Lif | Stade sportif sfaxien | Forfait   |
| Étoile sportive du Sahel   | El Makarem de Mahdia  | 1 - 0     |

### Quarts de finale
Matchs joués en aller et retour.
| Équipe 1                      | Équipe 2                      | Score 90' |
| ----------------------------- | ----------------------------- | --------- |
| Étoile sportive du Sahel      | Club sportif de Hammam Lif    | 1 - 0     |
| Club sportif de Hammam Lif    | Étoile sportive du Sahel      | 1 - 1     |
| Club sportif sfaxien          | Espérance sportive de Tunis   | 1 - 0     |
| Espérance sportive de Tunis   | Club sportif sfaxien          | 4 - 0     |
| Club olympique des transports | Club africain                 | 1 - 2     |
| Club africain                 | Club olympique des transports | 2 - 0     |
| Radès Transport Club          | Étoile sportive de Métlaoui   | 4 - 2     |
| Étoile sportive de Métlaoui   | Radès Transport Club          | 4 - 1     |

### Demi-finales
Matchs joués en aller et retour
| Équipe 1                    | Équipe 2                    | Score 90' |
| --------------------------- | --------------------------- | --------- |
| Club africain               | Étoile sportive de Métlaoui | 5 - 2     |
| Étoile sportive de Métlaoui | Club africain               | 0 - 3     |
| Espérance sportive de Tunis | Étoile sportive du Sahel    | 1 - 1     |
| Étoile sportive du Sahel    | Espérance sportive de Tunis | 4 - 2     |

### Finale
| Date        | Équipe 1                 | Équipe 2      | Score 90' |
| ----------- | ------------------------ | ------------- | --------- |
| 26 mai 1974 | Étoile sportive du Sahel | Club africain | 1 - 0     |

Le but de la finale est marqué par Amri Melki à la 67e minute sur penalty. Le match est arbitré par un trio italien composé de Luciano Giunti, Luciano Lupi et Enzo Fuschi.
- Formation de l'Étoile sportive du Sahel (entraîneur : Abdelmajid Chetali) : Lamine Ben Aziza, Ridha Ayeche, Amri Melki, Habib Bicha, Mohsen Habacha, Samir Bakaou (puis Anouar Cherif), Othman Jenayah, Abdesselam Adhouma, Slah Karoui, Fethi Gafsi, et Raouf Ben Aziza
- Formation du Club africain (entraîneur : Jamel Eddine Bouabsa) : Sadok Sassi (Attouga), Tahar Zidi, Khemais Khablachi, Hamza Mrad, Ali Retima,  Mondher Chicha, Mohsen Toujani, Taoufik Belghith (puis Nejib Ghommidh), Hassen Bayou (puis Ali Sraieb), Moncef Khouini et Abderrahmane Nasri

## Meilleurs buteurs
Plusieurs buteurs se sont illustrés au cours de cette saison, avec à leur tête Abdelmajid Boujelal de l'Étoile sportive de Métlaoui qui a marqué six buts à partir des seizièmes de finale, en plus de trois autres au cours des tours précédents. Il est suivi de Moncef Khouini (CA) avec cinq buts puis de Zoubeir Boughnia (EST) et Mohieddine Habita (COT) avec quatre buts. 